# Rîjanî, Volodarsk-Volînskîi
Rîjanî (în ucraineană Рижани) este localitatea de reședință a comunei Rîjanî din raionul Volodarsk-Volînskîi, regiunea Jîtomîr, Ucraina.

## Demografie
Componența lingvistică a localității Rîjanî
     Ucraineană (97,95%)
     Rusă (1,97%)
     Alte limbi (0,09%)
Conform recensământului din 2001, majoritatea populației localității Rîjanî era vorbitoare de ucraineană (97,95%), existând în minoritate și vorbitori de rusă (1,97%).